# Sant Romà de Perles
L'església de Sant Romà de Perles és un monument del municipi de Fígols i Alinyà (Alt Urgell). Era l'antiga parroquial del nucli de Perles (Fígols i Alinyà). De filiació romànica, sofrí profundes modificacions en època moderna que n'alteraren notablement l'estructura i la volumetria. Església esmentada a l'acta de consagració de la Seu d'Urgell de l'any 839. És una obra protegida com a bé cultural d'interès local.

## Descripció
Originàriament d'una nau, presenta una coberta amb volta de canó lleugerament apuntada, i és capçada a l'est per un absis semicircular i de menor alçada que la nau, sense elements exteriors que evidenciïn la transició entre ambdós espais. L'afegiment de capelles de planta quadrangular als murs laterals comportà la perforació dels murs romànics i la construcció de volums adossats a ambdues bandes de la nau. La porta es troba a la façana occidental, aixecada sobre unes escales i custodiada per un ull de bou. La seva posició descentrada respecte a l'eix de la façana suggereix que són de factura posterior, essent l'estreta finestra d'arc de mig punt que es troba a mitjana alçada l'únic element original que resta. Una espadanya de dos ulls corona la façana.